# Smedby kyrka, Öland
Smedby kyrka är en kyrkobyggnad i Smedby socken och Sydölands församling på Öland. Den ligger 3 mil söder om Färjestaden och tillhör Växjö stift. 

## Kyrkobyggnaden
Under 1100-talet uppfördes i Smedby en romansk stenkyrka i form av försvarskyrka. År 1698 insattes en predikstol, troligen snidad av Anders Colleur. Under sin öländska resa 1741 kom Carl von Linné att intressera sig för Smedby, som enda öländska kyrka. Han återgav dess plan och beskrev dess inre. År 1755 skulpterade Anders Dahlström den äldre en altaruppsats i korintisk stil. År 1783 försågs predikstolen med ornament av Anders Georg Wadsten. 
Den medeltida kyrkan revs i sin helhet 1851 och ny kyrka i nyklassicistisk stil uppfördes av byggmästare Peter Isberg fritt efter en ritning av Johan Adolf Hawerman. Den nya kyrkan, en salskyrka med smalare, rakt avslutat kor i öster och torn i väster, byggdes norr om platsen för föregångaren och var klar 1853. I öster tillkom också en femsidig sakristia. 
Ursprungligen hade kyrkan ingång både i väster och i söder, men 1952 murades den södra porten igen. Vid samma tillfälle undergick interiören en kraftig förändring, främst i och med korets ombyggnad. Ett tunnvalv och två sidorum, som ramar in altaret, byggdes och kom koret att avskiljas från kyrkorummet i övrigt. Taket täcks av ett femsidigt, brutet trävalv. Arkitekt var Ärland Noreen.
Nuvarande nyklassicistiska kyrka är en salskyrka med smalare, rakt avslutat kor, utbyggd femsidig sakristia i öster, samt lanterninkrönt torn i väster. De vitputsade murarna är genombrutna av rundbågiga fönsteröppningar. Ingång till kyrkorummet sker från väster.
Interiören är ljus och rymlig. Koret är avskilt från kyrkorummet i övrigt genom två sidorum och taket täcks av ett femsidigt, brutet trävalv. På evangeliesidan vid norra väggen finns predikstolen troligen snidad av Anders Colleur och på epistelsidan nedanför koret står en medeltida dopfunt, ett gotländskt hantverk, båda härstammande från föregående kyrka. Utplacerade i långhuset finns skulpturer av Anders Dahlström den äldre. Framför läktaren hänger ett votivskepp, barken Refanut. År 1958 insattes en ny målning i altaruppsatsens ramverk: Kristi uppståndelse av Axel Smith.

## Inventarier
- Dopfunt av kalksten med uttömningshål, upphovsman Calcarius, från 1200-talets första hälft, (bilder).
- Predikstol från 1698, troligen av Anders Colleur; försågs 1783 med ornamentik av Anders Georg Wadsten.
- Altaruppsats med målning: Kristi uppståndelse av Axel Smith 1958.
- Skulpturer av Anders Dahlström den äldre 1755.
- Modell av barken Refanut, skänkt 1956.
- Storklockan gjuten av I P Forsberg 1878.
- Lillklockan från Johan Meyers verkstad 1680.

## Bildgalleri

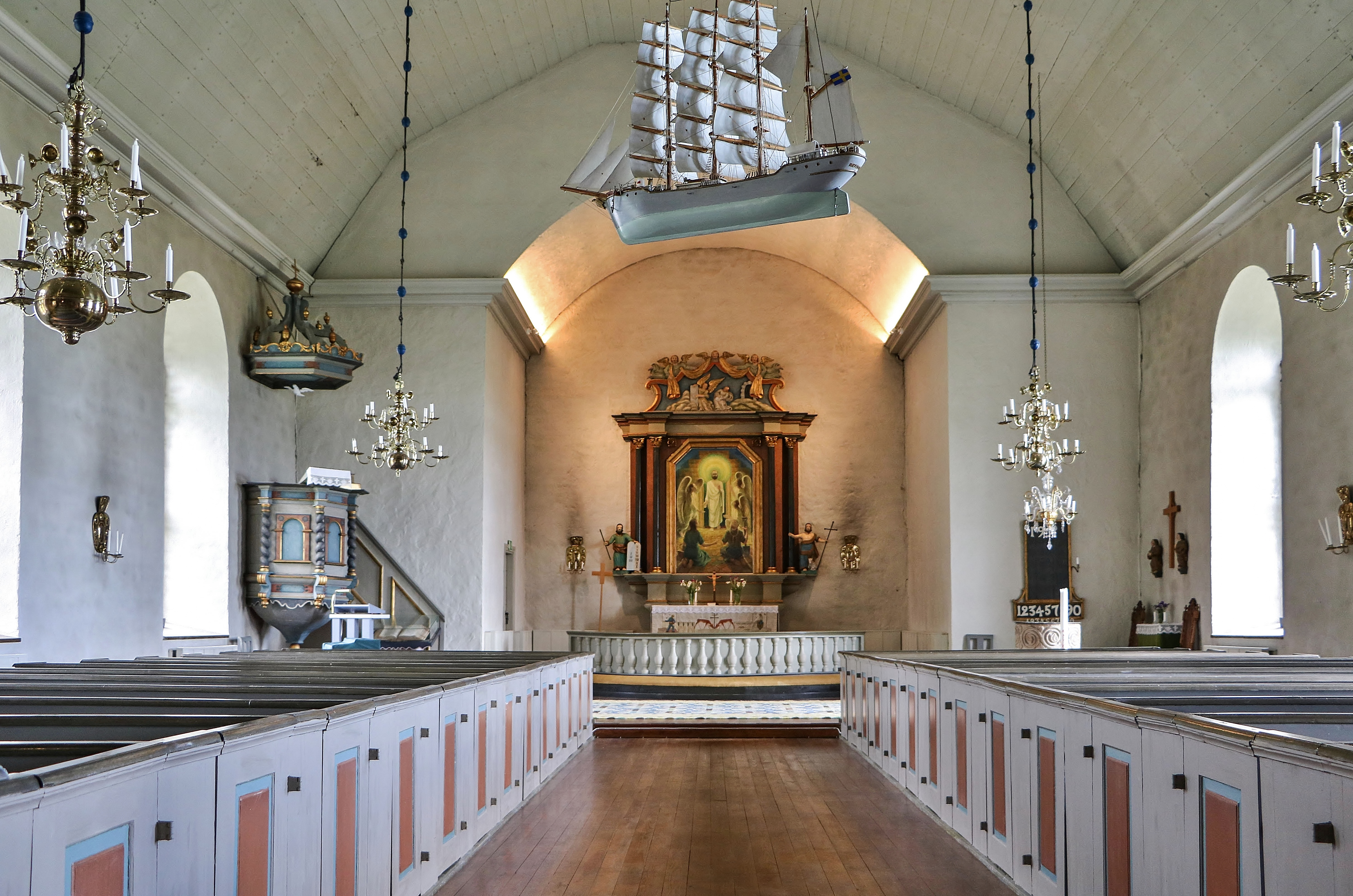
Interiör mot öster
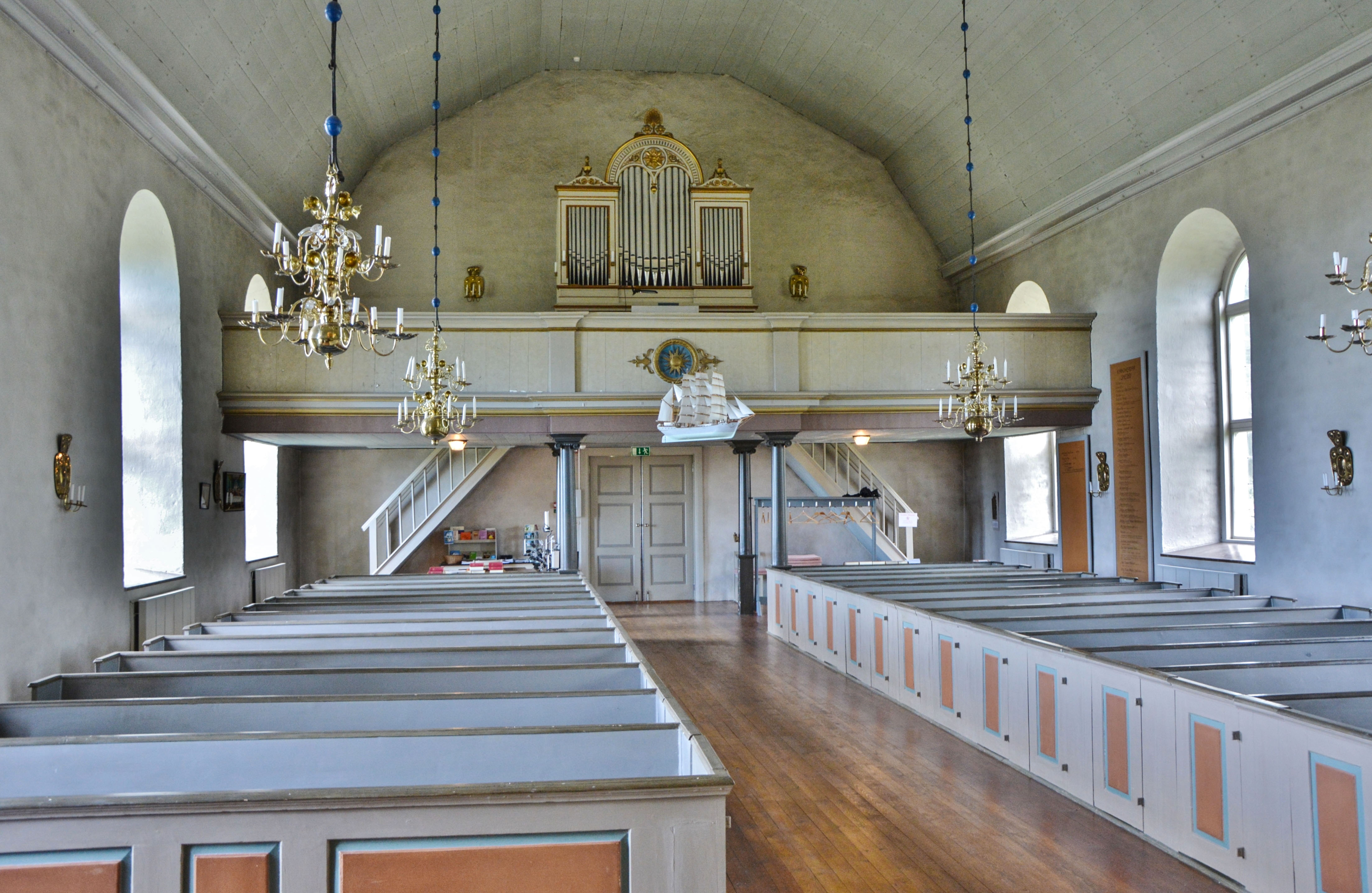
Kyrkorummet mot väster
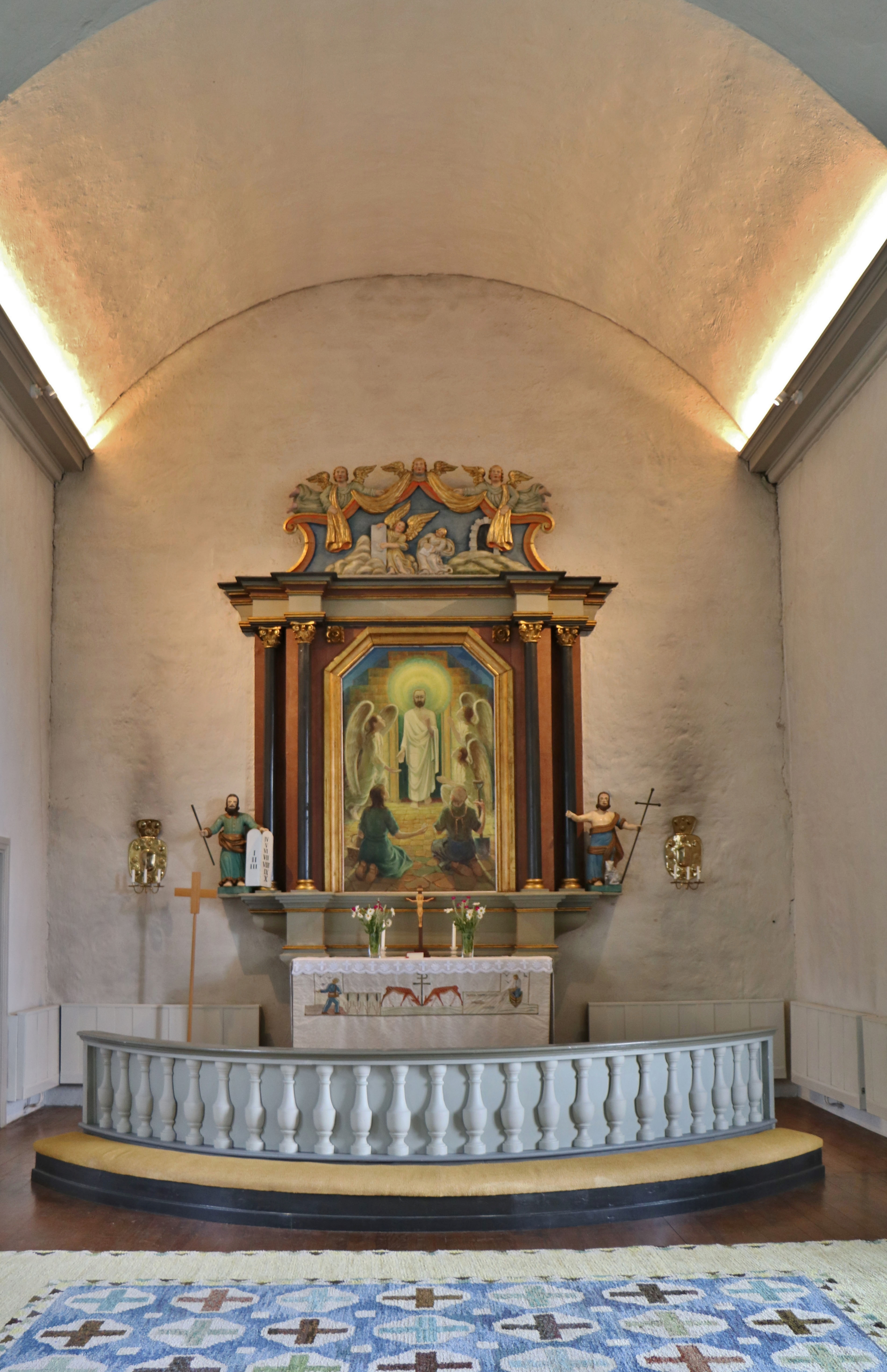
Korabsiden
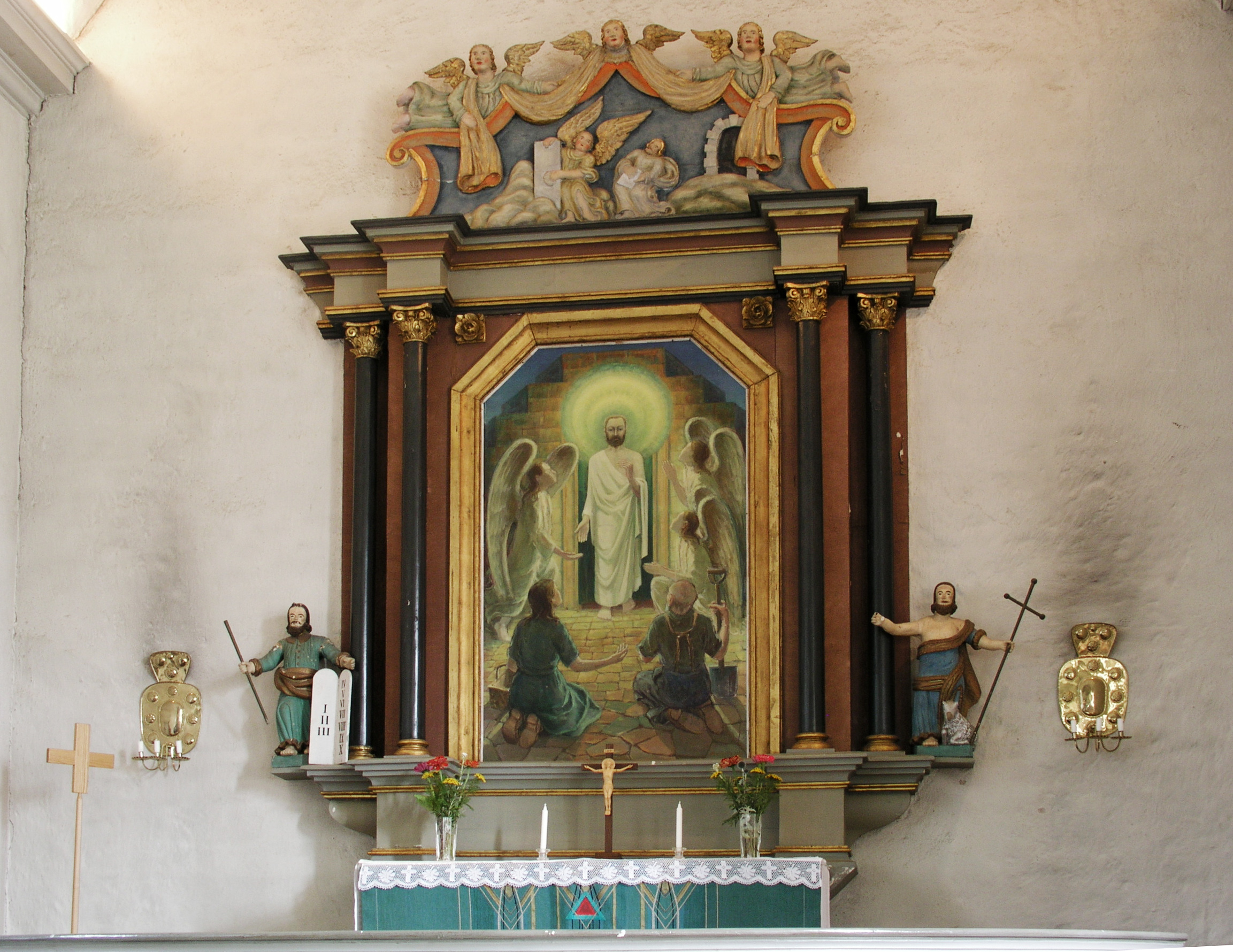
Altaruppsatsen
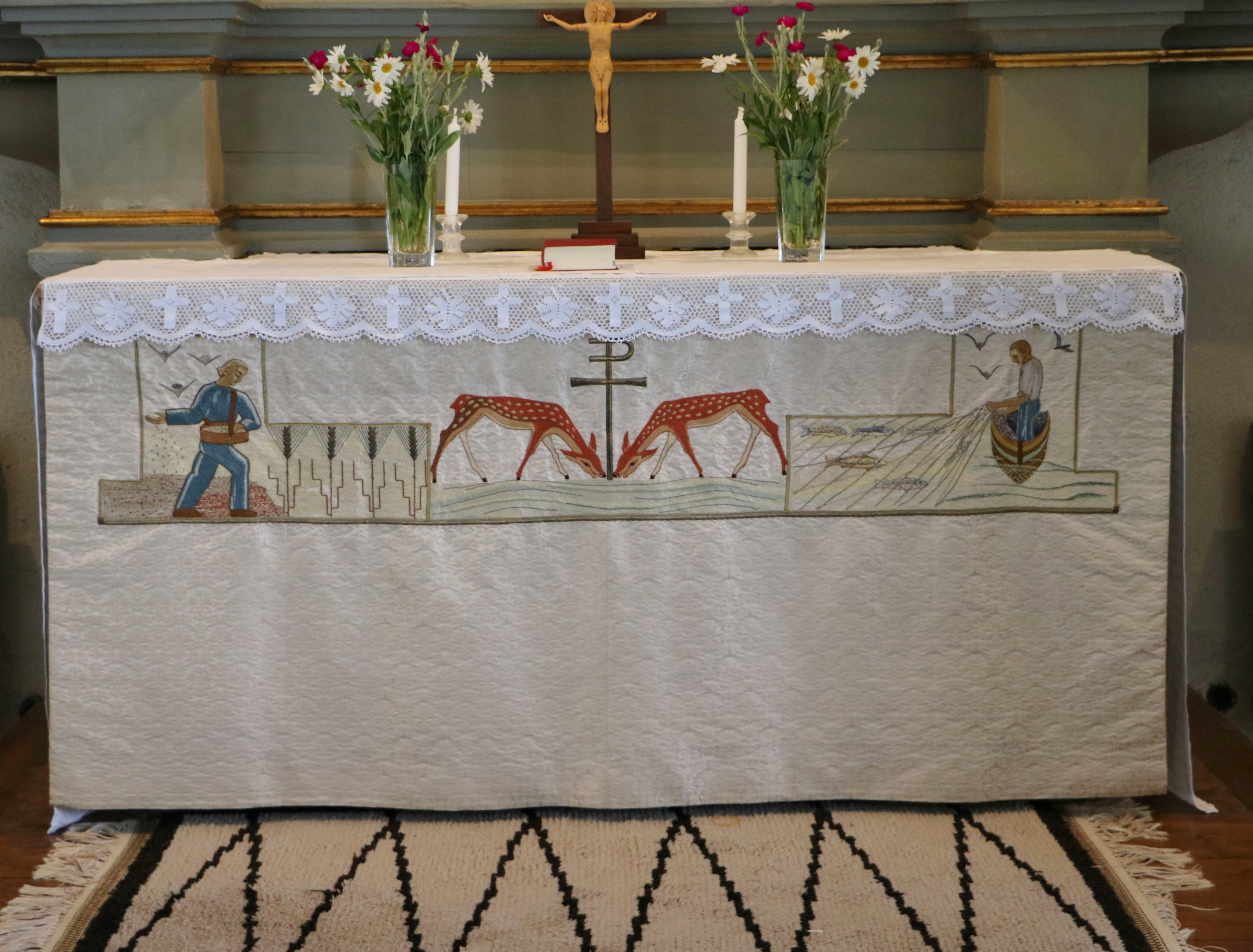
Altaret
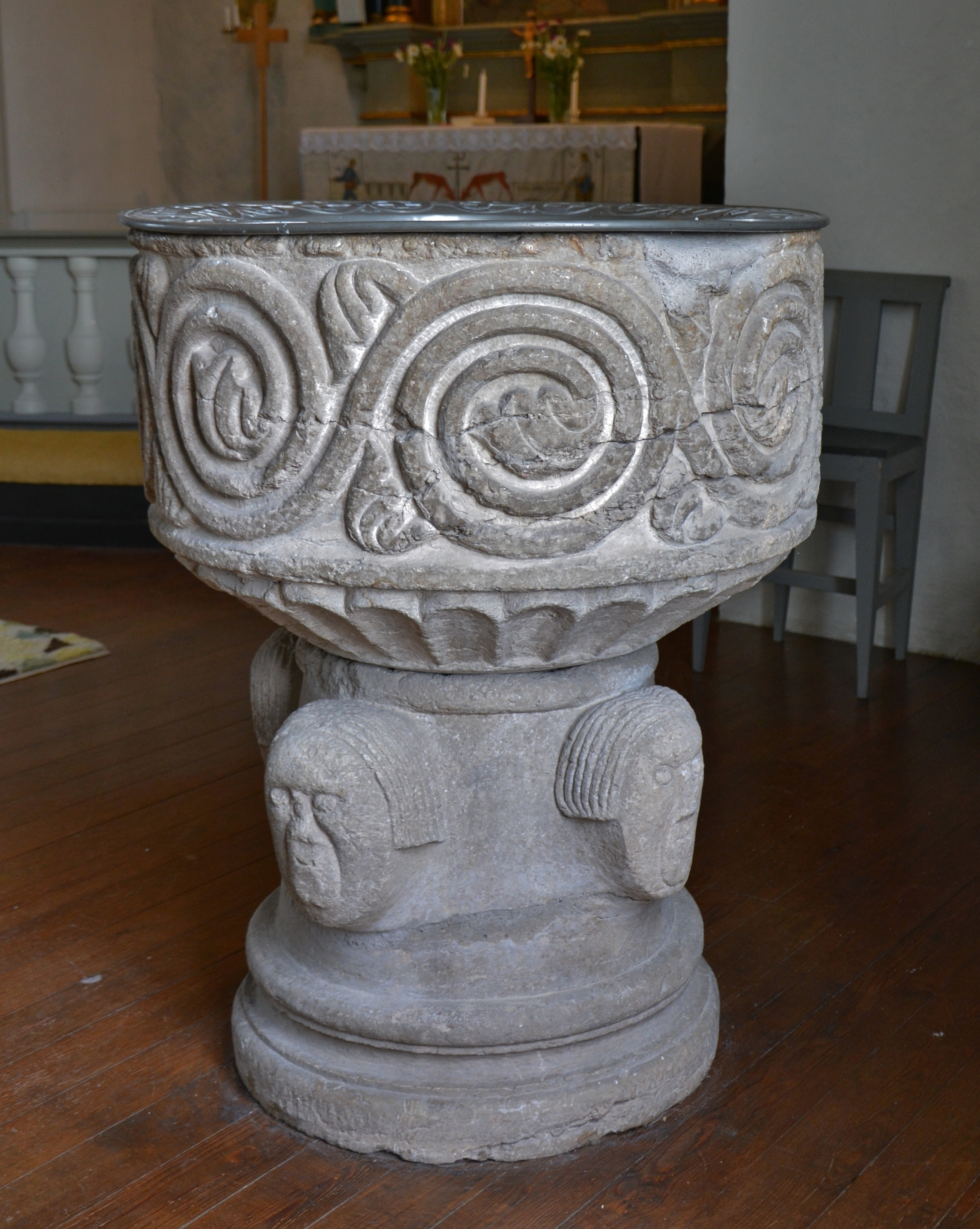
Dopfunten
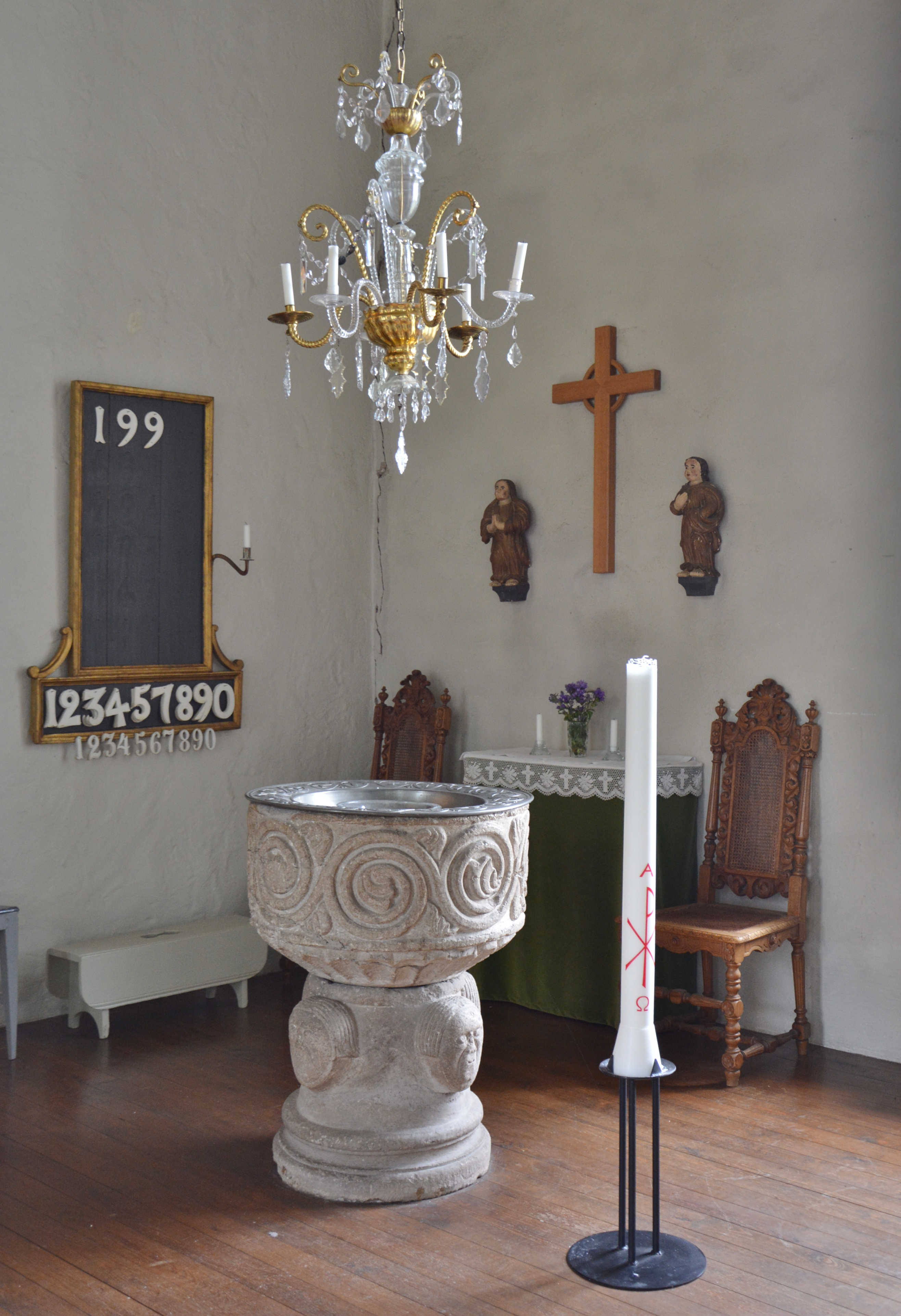
Dopfunt och dopaltare
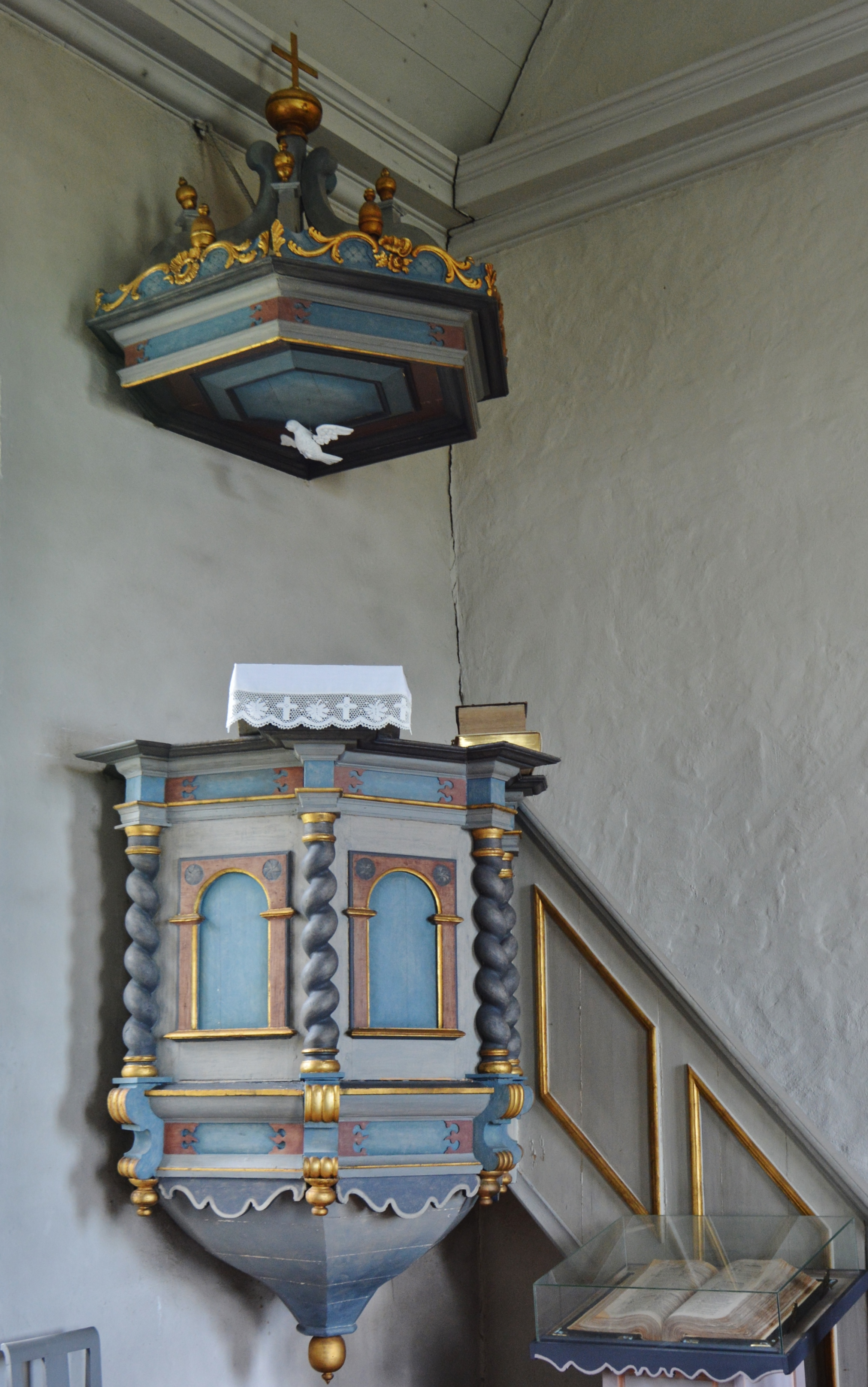
Predikstolen
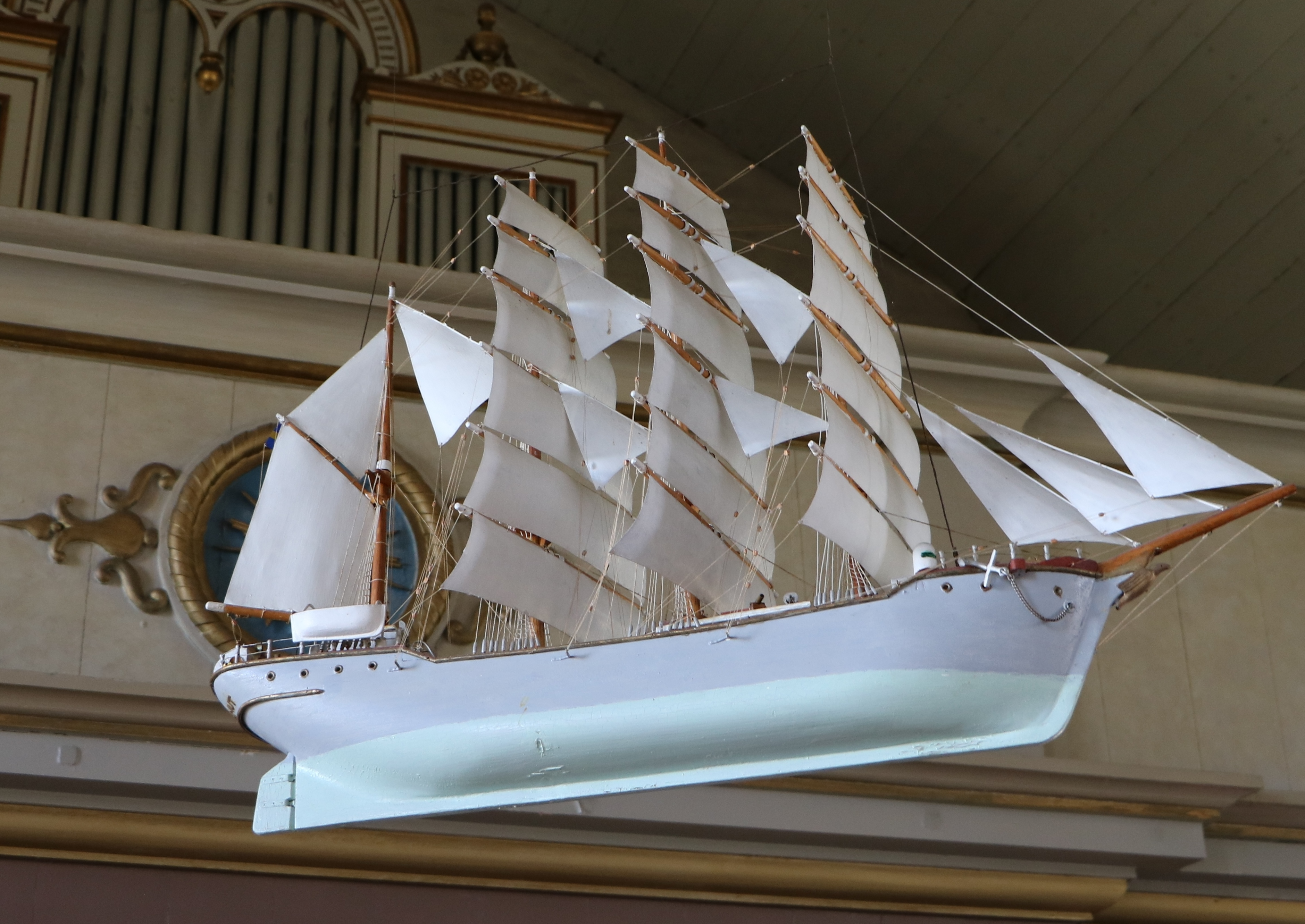
Votivskeppet
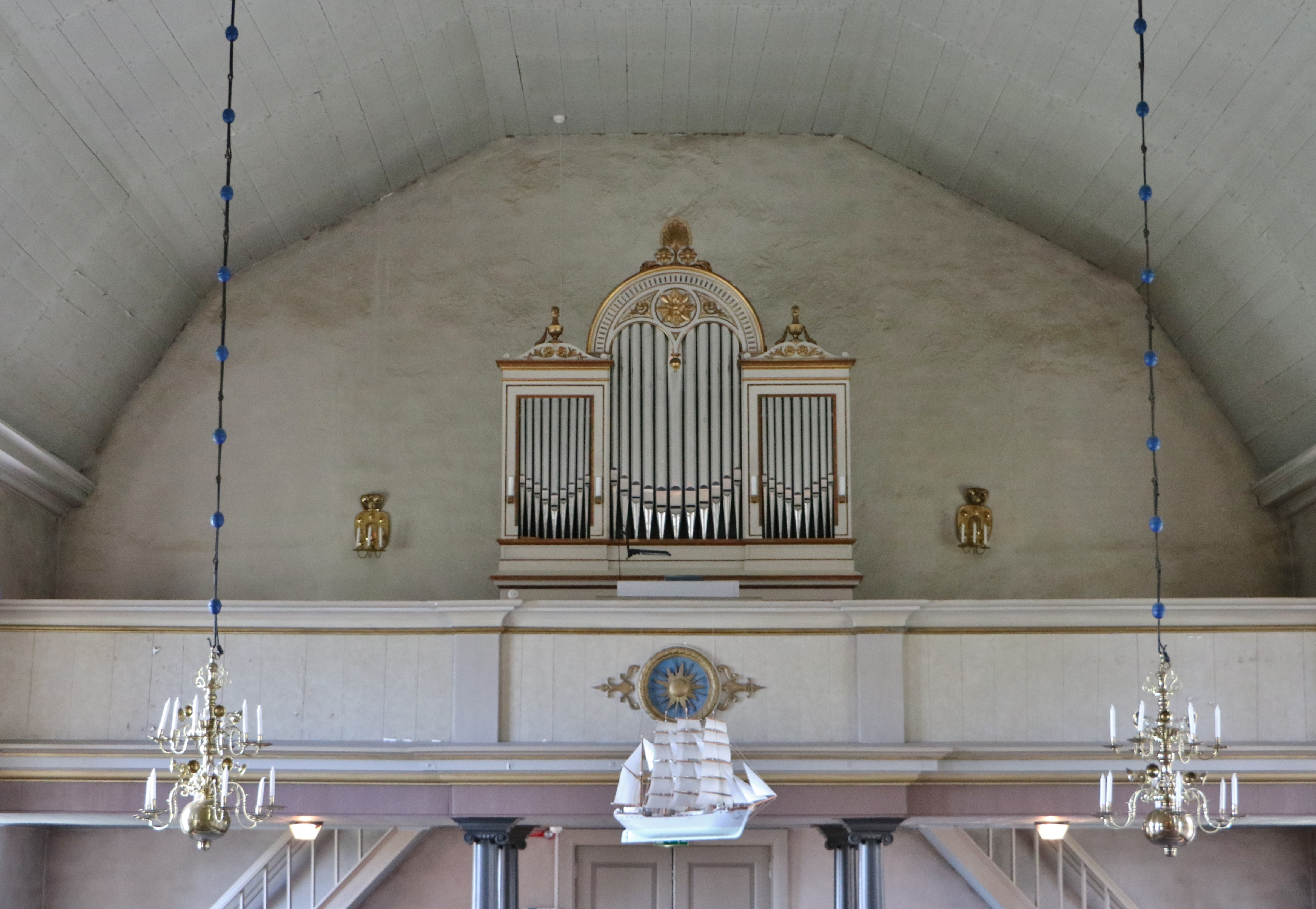
Läktarorgeln
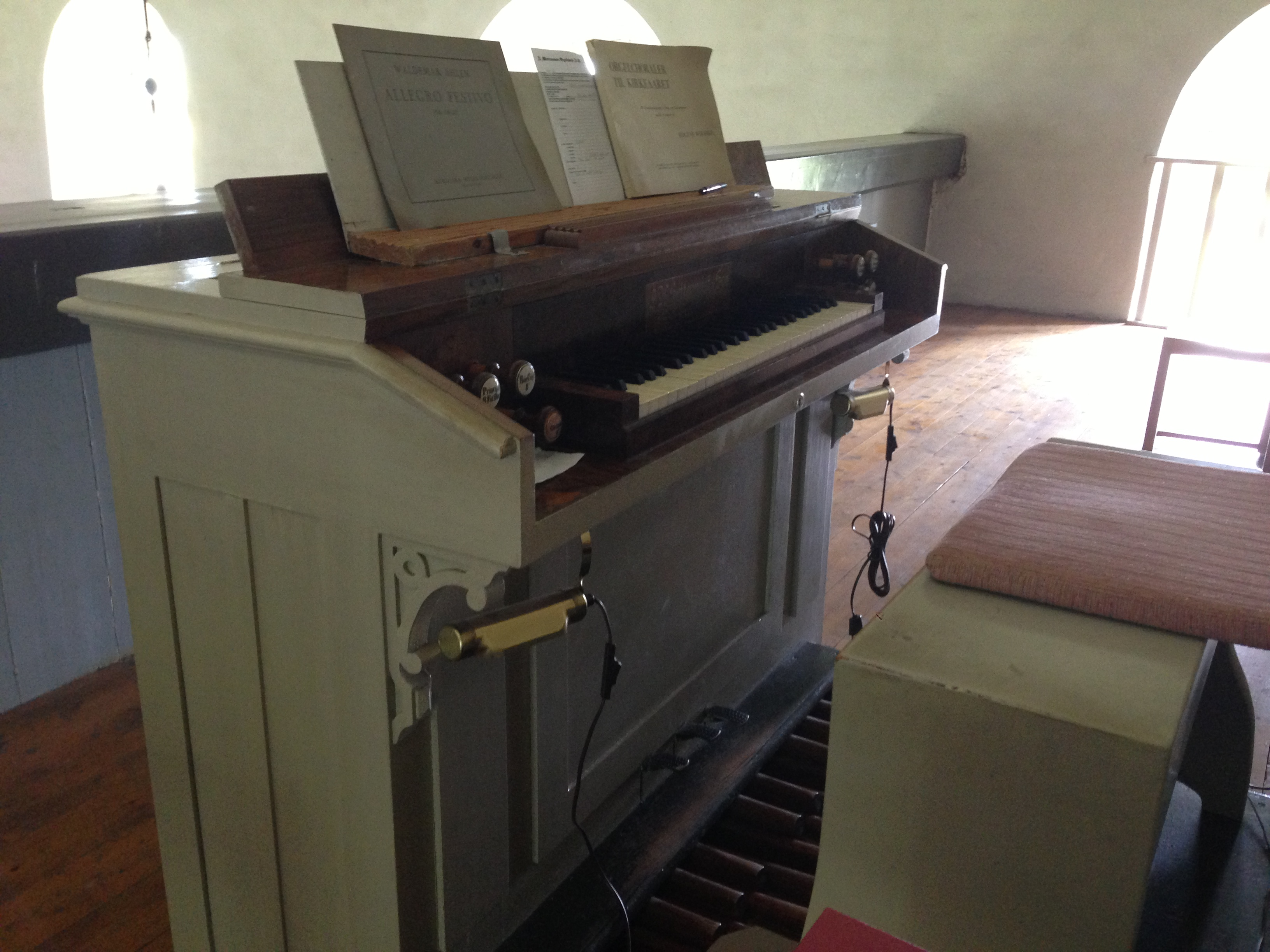
Orgelns spelbord

## Orgel
- 1896 uppförde firma E. A. Setterquist & son, Örebro, ett orgelverk med sju stämmor. Fasaden ritades 1885 av August Johansson.
- 1935 genomgick orgeln en renovering.
- 1952 omändrades verket av Einar Berg, Stockholm.

Nuvarande disposition:
| Manual C-f3              | Pedal C-c1 | Koppel      |
| Borduna 16’ Bas/Diskant  | Bihängd    | Oktavkoppel |
| Principal 8’ Bas/Diskant |            |             |
| Rörflöjt 8’              |            |             |
| Salicional 8’            |            |             |
| Octava 4’                |            |             |
| Nasard 2 ⅔’              |            |             |
| Octava 2’                |            |             |

## Jordfästa på kyrkogården
- Margit Friberg, författarinna